# 排亞聯盟
排亞聯盟（英語：Asiatic Exclusion League）是一個在20世紀早期在美國及加拿大成立的組織，其目的是禁止來自東亞的移民。

## 美國
排亞聯盟由67個工會於1905年5月14日在加州三藩市成立。首次出席會議的勞工領袖（及歐洲移民）有三藩市建造業商會的Patrick Henry McCarthy和Olaf Tveitmoe及海員工會的Andrew Furuseth和Walter McCarthy。Tveitmoe被委任為聯盟的第一任總裁。該聯盟開宗明義是要傳揚反亞的宣傳及爭取立法以限制亞洲移民，尤其針對日本、中國和韓國人。聯盟幾乎馬上便向教育局施壓成功，將亞洲裔學童隔離。印度人之後亦像其他亞洲人一樣被針對。到了1908年，該聯盟報稱聯繫了231個組織，其中195個是工會組織。
加州檢察官Ulysses S. Webb致力執行禁止亞洲人擁有物業的法例。

## 加拿大

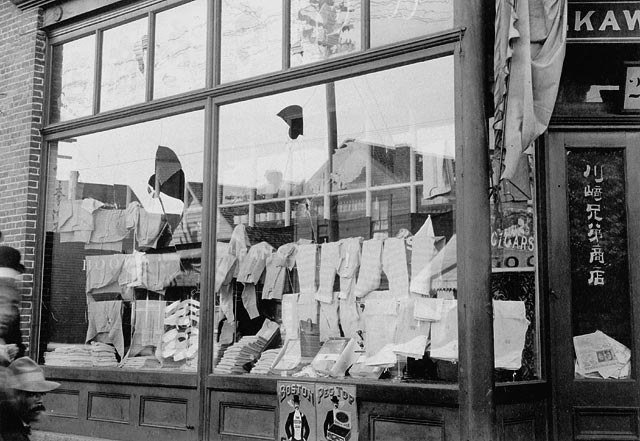
1907年9月溫哥華暴動遺下的破壞

在勞工貿易委員會（Trades and Labour Council）的支持下，一個與排亞聯盟同名的姐妹組織於1907年8月12日在卑詩省溫哥華成立。聯盟的目的是要「不讓東方移民進入卑詩省」。9月8日，當聯盟會員在溫哥華大會堂聽了種族主義者激動的演說後包圍唐人街，並爆發了暴動。約9,000人呼喊着具種族主義色彩的口號操向唐人街，人們任意破壞造成數以千元的損毀。暴徒之後到日本城肆意破壞，遭到居民拿著棍棒，刀子，與玻璃瓶對抗，居民將他們打退。暴動之後聯盟好生興旺，但在次年便開始萎縮。排亞聯盟在1920年代初期重新露面，這次導致了《1923年華人移民法案》於1923年通過，該法案完全阻止了華人移民到加拿大；期間聯盟宣稱在省內有40000會員。
儘管有點間接，排亞聯盟活動的另一個結果是1907年溫哥華暴動導致了加拿大第一條的藥物法案。當時勞工部長（後來的總理）威廉·萊昂·麥肯齊·金被派往調查該次暴動及受害者索償個案。其中一個個案是一名鴉片生產商的索償，該個案激發金對本地毒品活動的調查。特別使總理不安的是吸食鴉片的習慣似乎蔓延到年輕的白人女子，於是馬上通過了「禁止製造、販賣及進口醫藥用途以外的鴉片」的聯邦法例。
兩個排亞聯盟都是十九紀開始美、加白人種族主義大氣候下的產品，在實施人頭稅及為防止亞洲人到加拿大的種種移民政策，以及二次大戰期間拘禁日裔美國人及日裔加拿大人時達到高潮。

## 參閱條目
- 1885年華人移民法案
- 1871年洛杉磯華人大屠殺
- 托雷翁大屠殺，1911年5月发生在墨西哥托雷翁的针对华人的大屠杀。
- Ozawa v. United States
- United States v. Bhagat Singh Thind

## 備註
1. ↑  Vancouver News-Advertiser（1907年9月7日）（英語）
2. ↑  Peter Ward, White Canada Forever: Popular Attitudes and Public Policy Toward Orientals in British Columbia. 3rd ed. Montreal and Kingston: McGill-Queen’s University Press, 2002, 73.
3. ↑  Kay J. Anderson, Vancouver’s Chinatown: Racial Discourse in Canada, 1875-1980. Montreal & Kingston: McGill-Queen’s University Press, 1995, 128.（英語）
4. ↑  Catherine Carstairs, “‘Hop Heads’ and ‘Hypes’: Drug Use, Regulation and Resistance in Canada, 1920-1961,” （页面存档备份，存于） PhD thesis, University of Toronto, 2000, 24. （英語）

## 外部連結
- 亞洲苦力入侵 （页面存档备份，存于）（三藩市虛擬博物館，英語）
- 溫哥華大都會之歷史 （页面存档备份，存于） Chuck Davis（英語）